# Натальино (Лотошинский район)
Натальино — деревня в Лотошинском районе Московской области России.
Относится к городскому поселению Лотошино, до реформы 2006 года относилась к Михалёвскому сельскому округу. Население — 22 чел. (2010).

## География
Расположена в юго-западной части городского поселения, примерно в 9 км к юго-западу от районного центра — посёлка городского типа Лотошино, на левом берегу реки Издетели. Соседние населённые пункты — деревни Михалёво и Стрешневы Горы, а также Красное Заречье и Фроловское Шаховского района. Автобусное сообщение с райцентром.

## Исторические сведения
В «Списке населённых мест» 1862 года Натальино (Ново-Наталкино) — владельческое село 2-го стана Волоколамского уезда Московской губернии при колодце, в 35 верстах от уездного города, с 15 дворами и 121 жителем (58 мужчин, 63 женщины).
До 1924 года входила в состав Кульпинской волости. Постановлением президиума Моссовета от 24 марта 1924 года Кульпинская волость была включена в состав вновь образованной Раменской волости.
По материалам Всесоюзной переписи населения 1926 года деревня — центр Натальинского сельсовета, в ней проживало 164 человека (80 мужчин, 84 женщины), насчитывалось 31 крестьянское хозяйство.
С 1929 года — населённый пункт в составе Лотошинского района Московской области.

## Население
| 1859 | 1926 | 2002 | 2006 | 2010 |
| ---- | ---- | ---- | ---- | ---- |
| 121  | ↗164 | ↘35  | ↘32  | ↘22  |